# Heistse Pijl 2023
L'Heylen Vastgoed Heistse Pijl 2023, cinquantatreesima edizione della corsa e valida come prova dell'UCI Europe Tour 2023 categoria 1.1, si svolse il 3 giugno 2023 su un percorso di 198,7 km, con partenza da Vosselaar e arrivo a Heist-op-den-Berg, in Belgio. La vittoria fu appannaggio dell'olandese Olav Kooij, il quale completò il percorso in 4h19'13", alla media di 45,992 km/h, precedendo i belgi Jordi Meeus e Robbe Ghys.
Sul traguardo di Heist-op-den-Berg 140 ciclisti, dei 163 partiti da Vosselaar, portarono a termine la competizione.

## Squadre e corridori partecipanti
| N.      | Cod. | Squadra                  |
| ------- | ---- | ------------------------ |
| 1-7     | SOQ  | Soudal Quick-Step        |
| 11-17   | ADC  | Alpecin-Deceuninck       |
| 21-27   | ACT  | AG2R Citroën Team        |
| 31-36   | BOH  | Bora-Hansgrohe           |
| 41-47   | LTD  | Lotto Dstny              |
| 51-56   | COF  | Cofidis                  |
| 61-67   | ICW  | Intermarché-Circus-Wanty |
| 71-77   | TJV  | Jumbo-Visma              |
| 81-87   | ARK  | Team Arkéa-Samsic        |
| 91-97   | DSM  | Team DSM                 |
| 101-107 | BWB  | Bingoal WB               |
| 112-117 | HPM  | Human Powered Health     |
| 121-127 | IPT  | Israel-Premier Tech      |

| N.      | Cod. | Squadra                           |
| ------- | ---- | --------------------------------- |
| 131-137 | TFB  | Team Flanders-Baloise             |
| 141-147 | TEN  | TotalEnergies                     |
| 151-157 | UXT  | Uno-X Pro Cycling Team            |
| 161-166 | BTL  | Baloise-Trek Lions                |
| 171-177 | PSB  | Pauwels Sauzen-Bingoal            |
| 181-187 | ALQ  | Allinq Continental Cycling Team   |
| 191-197 | BCY  | Beat Cycling Club                 |
| 201-207 | GDM  | Materiel-Velo.com                 |
| 211-217 | MET  | Metec-Solarwatt p/b Mantel        |
| 221-227 | TIS  | Tarteletto-Isorex                 |
| 231-237 | TCR  | Team Coop-Repsol                  |
| 242-247 | VRL  | Van Rysel-Roubaix Lille Métropole |

## Ordine d'arrivo (Top 10)
| Pos. | Corridore          | Squadra    | Tempo    |
| ---- | ------------------ | ---------- | -------- |
| 1    | Olav Kooij         | Jumbo      | 4h19'13" |
| 2    | Jordi Meeus        | Bora       | s.t.     |
| 3    | Robbe Ghys         | Alpecin    | s.t.     |
| 4    | Bert Van Lerberghe | Soudal     | s.t.     |
| 5    | Pierre Gautherat   | AG2R       | s.t.     |
| 6    | Erlend Blikra      | Uno-X      | s.t.     |
| 7    | Marc Sarreau       | AG2R       | s.t.     |
| 8    | Jens Reynders      | Israel     | s.t.     |
| 9    | Matteo Malucelli   | Bingoal WB | s.t.     |
| 10   | Piet Allegaert     | Cofidis    | s.t.     |